# 성불사 (황해도)
성불사(成佛寺)는 조선민주주의인민공화국 황해북도에 있는 사찰이다. 거듭된 행정구역 변동으로 인하여, 황주군 주남면 또는 사리원시 광성리동 등에 소속되었다. 천성산으로도 불리는 사리원 정방리동 정방산 기슭에 있다. 사리원시 북쪽으로 약 8킬로미터 떨어진 곳이다. 울창한 수림 속에 자리잡고 있으며, 황해와도 가깝다.
"성불사 깊은 밤 그윽한 풍경소리"라는 가사로 시작되는, 시조 시인 이은상 작사 및 서양 고전 클래식 음악 바이올리니스트 홍난파 작곡의 가곡 「성불사의 밤」의 무대로도 유명하다.

## 역사
후삼국 시대인 898년(신라 효공왕 1년)에, 통일 신라 시대 말기의 고승(학덕 높은 승려)이었었던 도선(道詵) 국사가 창건하였으며, 현재는 1327년(고려 충숙왕 14년)에 지어진 응진전과 극락전·명부전·청풍루·운하당·산신각 등의 6채의 건물과 오층석탑, 사적비 등이 남아 있다. 사적비에 의하면 1365년(고려 공민왕 14년)에, 지난날 공민왕의 왕사 출신이었었던, 혜근(惠勤, 속명 아원혜(牙元慧))이라는 법명으로 불리운, 나옹(懶翁, 1320~1376)이라는 불교 선사가 증보수(增補修, 증창 및 중건)하였으며, 1375년(우왕 1)에는, 앞서 언급한 나옹 왕사(혜근 선사)의 제자(弟子)였던 야운(野雲)이라는 선사(禪師)가 중창(중건)했는데, 바로 이때 1365년부터 1375년까지 어언 10년 동안, 건물의 중창(증설, 增設)뿐 아니라 석탑을 비롯해 많은 석물을 조성했다고 한다. 이후 조선 시대에 들어와서도, 1632년(인조 9)에 정방산성이 축조된 것을 계기로 해서 지역의 중심 사찰이 되었고, 1569년(선조 2년)에 설숭(雪崇) 대사가 중수했으며, 1592년(선조 25)에 임진왜란 때 화재 등으로 인하여 소실된 것을, 1751년(영조 27년)에 찬훈(贊訓) 대사가 다시 중수했다. 1924년 일제강점기 시대에는, 당시의 주지승(주지스님)인 보담(寶潭) 선사의 지도로 인하여, 명부전·향로전·청풍루·극락전·응진전 등을 중수 및 수리(증보수, 增補修)했다. 이후 1928년 일제강점기 시대에도 31본산으로서 여러 말사를 관할했다.
이후 1950년, 한국 전쟁 때 극락전이 파괴되었다가, 1955년에 복구했고, 목조 건물인 응진전은 고려 충숙왕 때 세워진 그대로 보존되어 있다. 앞뜰을 중심으로 전각이 주위를 사방에서 둘러싸는 형식이다.
성불사(成佛寺)와 고려 시대 양식으로 추정되는 성불사 오층석탑(成佛寺 五層石塔)은 조선민주주의인민공화국의 국보로 지정되어 관리되고 있다.

## 성불사 응진전

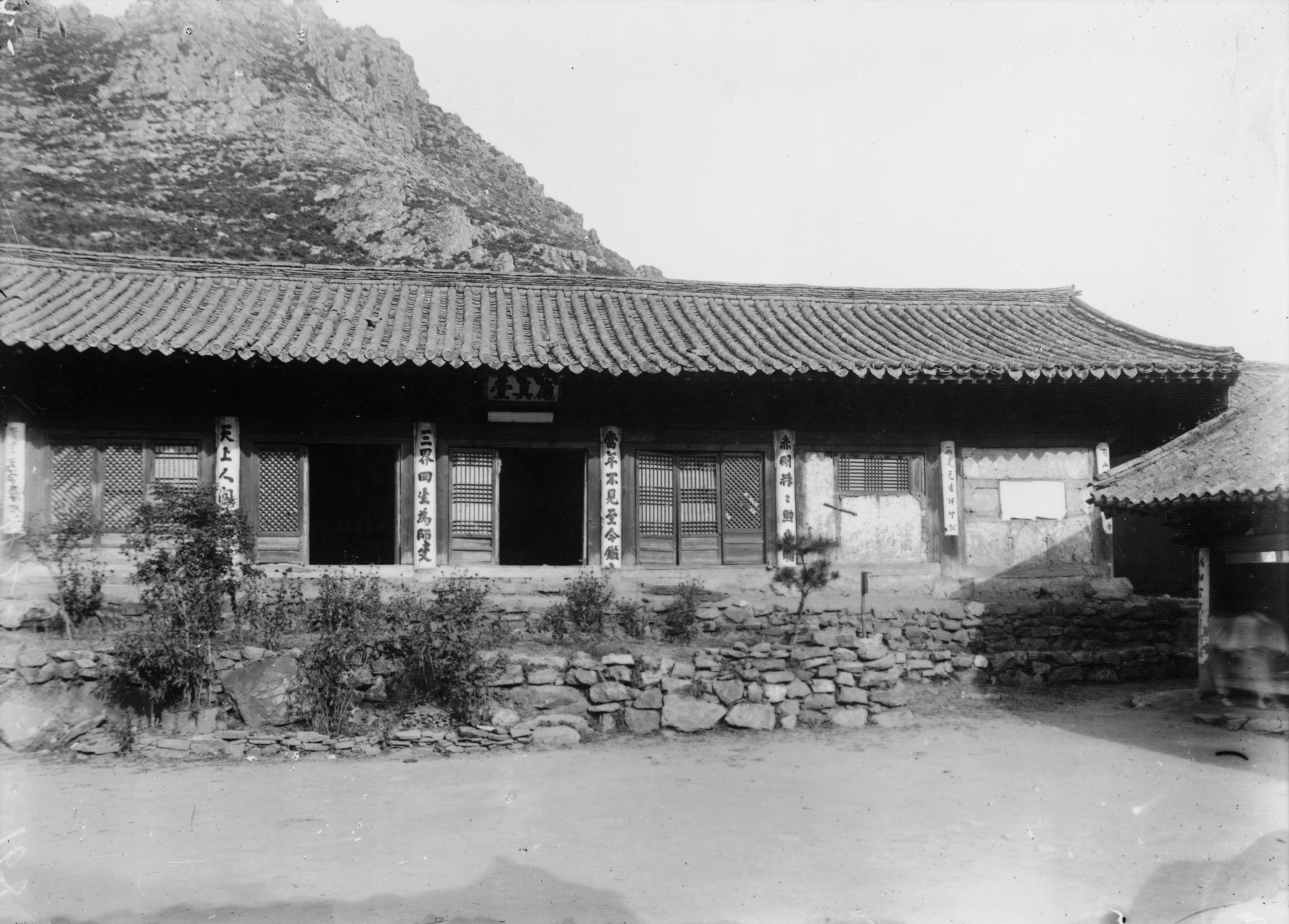
황주 성불사 응진당 정면

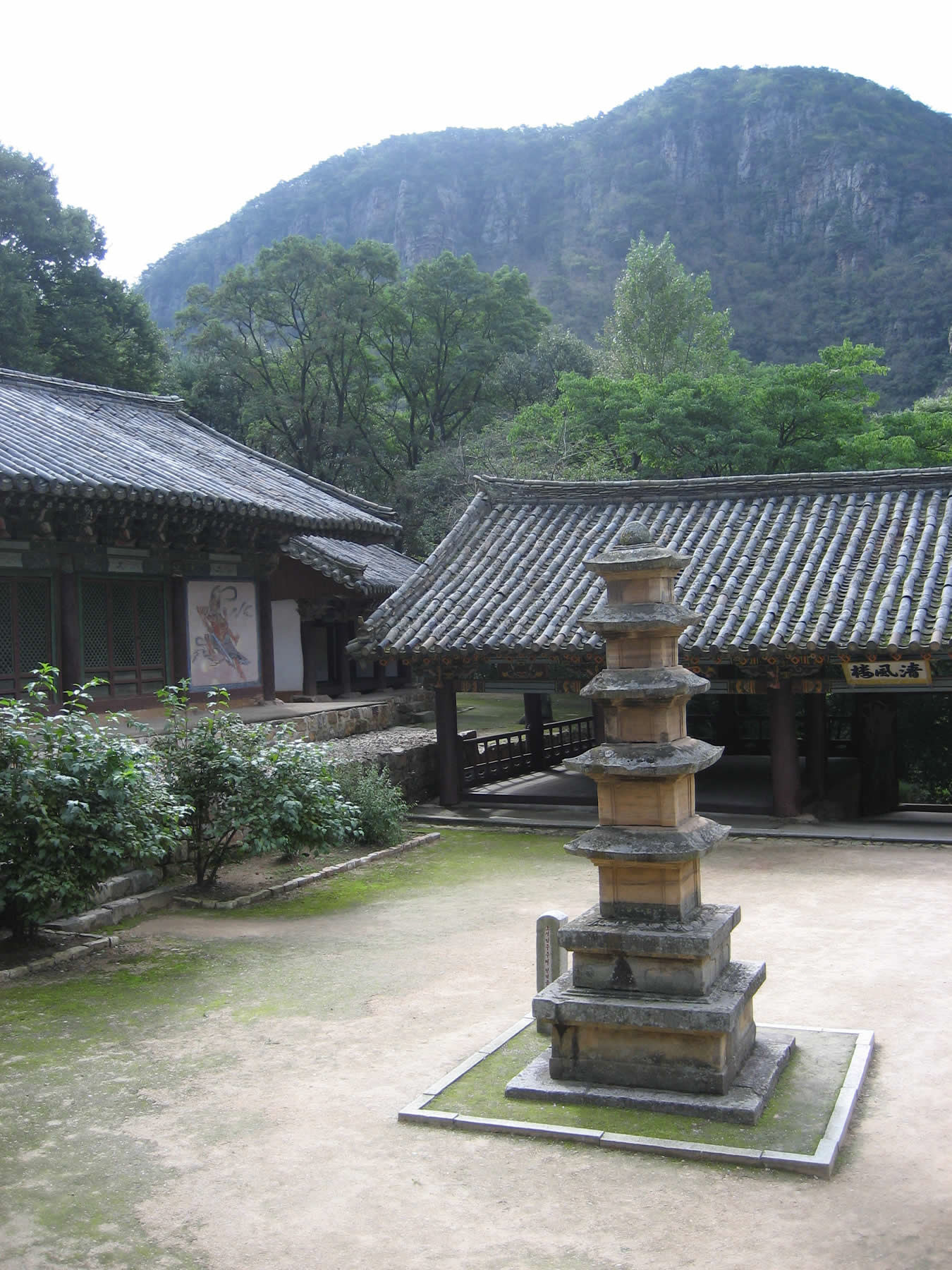
성불사 오층석탑

성불사 응진전(成佛寺 應眞殿)은 정면 7칸, 옆면 3칸의 맞배지붕을 올린, 다포(多包)양식의 건물이다. 이는 이른바 성불사의 대표적 건물이다. 경북 영주 부석사, 황해북도 연탄 심원사 보광전, 평안북도 박천 심원사 보광전 등과 함께 가장 오래된 목조건축물의 하나로 고려시대를 대표한다. 1327년(고려 충숙왕 14년)에 다시 지은 응진전은 내부는 고려양식이지만 조선시대에 수리를 거쳐 고려와 조선양식이 모두 남아 있다. 따라서 응진전은 극락전과 함께 고려 후기의 건물이고, 그 밖의 건물들은 조선시대에 세웠다.
앞면이 20m나 되는 긴 건물이면서도 균형이 잘 짜여져 있을 뿐 아니라 줄지어선 기둥들과 처마밑장식, 아름다운 두공의 짜임으로 전체 건물이 부드러우면서도 웅건하다. 건물은 앞면 7칸(22.75m), 옆면 3칸(6.7m)이며 기둥은 배부르고 3포 두공을 얹어(다포양식) 남북으로 긴 배집으로 서쪽을 향하고 있다. 두공은 직선적이고 간결한 소혀 모양의 산미와 첨차가 정밀하게 맞물려 가볍게 도리를 떠받들게 하였으며 제공과 첨차, 첨차와 첨차, 첨차와 장여 사이에는 접시받침이 있는 소로를 받쳐 건물을 단정하고도 아름답게 하였다. 또한 장여 윗면에 오목하게 홈을 파고 둥근도리를 맞추어 놓았으며, 대공좌우에는 보기좋게 휜 활개를 받쳐놓았고 박공은 길게 뽑고 풍판을 달았으며, 천장은 통천장이다.
이러한 건축양식은 고려건축의 특징으로서, 처음 지은 이래 여러 차례 개축과 증수가 있었음에도 응진전의 고려적 성격은 그대로 남아있다. 응진전은 현존하는 한국의 옛 건물 중 가장 이른 시기의 것으로 뛰어난 건축술과 높은 예술적 기교로 한국 건축사 연구에서 중요한 의의를 가진다.

## 같이 보기
- 정방산

## 참고자료
- 궁인창 (2004년 11월 13일). “사진으로 보는 불교100년 / 사리원 성불사”. 만불신문. 2008년 5월 6일에 확인함.[깨진 링크(과거 내용 찾기)]
- “중세건축술을 보여 주는 력사유적 - 정방산 성불사”. 조선중앙통신. 2002년 8월 30일.